# Charles Lee (Basquete)
Charles Lee (Washington, 11 de novembro de 1984) é um ex-jogador e treinador norte-americano de basquete profissional que atua como treinador principal do Charlotte Hornets. Ele é bicampeão da NBA, tendo vencido seu primeiro título com o Milwaukee Bucks como assistente técnico. Anteriormente, ele foi assistente técnico do Boston Celtics, ajudando a treiná-los para os playoffs da NBA de 2024, onde venceu seu segundo título da NBA. 
Ele jogou como armador na Universidade de Bucknell e passou a maior parte de sua carreira profissional em Israel e na Europa. 

## Carreira universitária
O Jogador do Ano da Patriot League de 2006, Lee ajudou a guiar Universidade Bucknell a dois títulos consecutivos da Patriot League e a duas aparições consecutivas na segunda rodada do Torneio da NCAA. Em quatro temporadas, ele foi selecionado duas vezes para a Primeira Equipe da Patriot League (2004, 2005) e uma vez para a Segunda Equipe da Patriot League (2003). Ele terminou sua carreira em Bucknell com 1.147 pontos (média de 11,0), 568 rebotes (média de 5,5) e 167 roubos de bola (média de 1,6).
Lee se matriculou em Bucknell um ano antes da universidade começar a oferecer bolsas de estudo atléticas e nunca recebeu mais do que ajuda financeira parcial. O New York Times o chamou de "um dos melhores jogadores de basquete universitário sem bolsa de estudo". Em Bucknell, Lee se formou em negócios.

## Carreira profissional
Depois de se formar em Bucknell em 2006, Lee jogou com o San Antonio Spurs durante a Summer League e pré-temporada da NBA, mas não conseguiu um lugar no elenco para a temporada regular. Desde então, ele jogou pelo Hapoel Gilboa/Afula em Israel, Verviers-Pepinster na Bélgica e Göttingen e Artland Dragons na Alemanha.

## Carreira de treinador

### Treinador assistente (2012–2024)
Em 25 de junho de 2012, a Universidade Bucknell anunciou que Lee estava retornando à sua alma mater como assistente técnico de basquete masculino.
Em 20 de agosto de 2014, o Atlanta Hawks anunciou que Lee havia sido contratado como assistente técnico na equipe do treinador principal Mike Budenholzer.
Depois que Budenholzer deixou os Hawks e se tornou o treinador principal do Milwaukee Bucks, Lee se mudou para Milwaukee e se juntou à equipe de Budenholzer como assistente técnico em 2018. Após a saída do principal assistente técnico Darvin Ham para ser treinador do Los Angeles Lakers em 2022, Lee foi promovido a principal assistente técnico dos Bucks.
Em 11 de junho de 2023, foi relatado que Lee seria contratado pelo Boston Celtics como seu principal assistente técnico.

### Charlotte Hornets (2024–Presente)
Em 9 de maio de 2024, Lee foi contratado para ser o novo treinador principal do Charlotte Hornets.

## Links externos
- Perfil de Bucknell